# Ernst Bahnmeyer
Ernst Bahnmeyer (ur. 1885 Mannheim - zm. 16 grudnia 1931 w Mannheimie) – niemiecki pływak, uczestnik Olimpiady Letniej 1906.
Podczas Olimpiady Letniej zdobył srebrny medal w sztafecie 4 × 250 m stylem dowolnym, a w wyścigu na 1 milę stylem dowolnym zajął 6. miejsce.